# Leonora Vicuña
Leonora Magdalena Vicuña Navarro (Santiago, 11 de diciembre de 1952) es una fotógrafa chilena cuya técnica principalmente se basa en el uso de la fotografía en blanco y negro y lo contemporáneo. Ha incursionado además en la poesía, el cine y la animación, y es partícipe del denominado Grupo 8, colectivo artístico que incluye también a Paz Errázuriz, Alexis Díaz, Claudio Pérez, Miguel Navarro, Javier Godoy, Álvaro Hoppe y Alejandro Wagner.

## Vida y obra
Hija de los escritores José Miguel Vicuña Lagarrigue y Eliana Navarro Barahona, estudió ciencias Sociales en la Universidad de la Sorbona, fotografía en la Escuela de Foto Arte de Chile en Santiago y realización audiovisual y multimedia en la École d’Études Supérieures de Réalisation Audiovisuelle en París.
Su trabajo toma como inspiración a la cultura popular de Chile y Francia, de la que rescata «escenas de la bohemia santiaguina en las décadas de 1970 y 1980, el mundo oscuro y decadente de sus bares así como imágenes urbanas de París»; además, ha abordado el ámbito intercultural desde lo femenino.
Exposiciones y distinciones
Ha participado en varias exposiciones individuales y colectivas durante su carrera, entre ellas las muestras Seis Visiones, Colectiva de Fotógrafos Chilenos (1984), J'aime la France (1994), 6 Visiones (1994) y Relatos Breves (2003) en el Museo Nacional de Bellas Artes de Chile, París Flash en el Museo de Arte Contemporáneo de Santiago (1996), Bares y garzones: Un homenaje visual, exposición y CD Roms en el Museo Histórico Nacional  de Chile (2002), Nehuen: Mapuche Power en el Museo de las Américas de Denver (2005), Quotidiens en el XIV Salón Nacional de Arte Fotográfico de Rabat en Marruecos (2010) y Domus Aural: Leonora Vicuña y Jorge Olave en el Centro Cultural Estación Mapocho (2011), entre otras exposiciones en Chile, Estados Unidos y Europa.
Durante 2003 y 2004 recibió una nominación al Premio Altazor de las Artes Nacionales por Bares y garzones: un homenaje visual en la categoría fotografía  y por Lecciones de cosas de la exposición colectiva Relatos breves en la misma categoría respectivamente. En 2010 ganó el Premio Altazor de las Artes Nacionales en la categoría fotografía por Visible/invisible junto a Helen Hughes y Kena Lorenzini, mientras que dos años después recibió una nominación en la misma categoría por Domus aural junto con Jorge Olave.